# Le Dernier des Juifs
 (février 2024).
Si vous disposez d'ouvrages ou d'articles de référence ou si vous connaissez des sites web de qualité traitant du thème abordé ici, merci de compléter l'article en donnant les références utiles à sa vérifiabilité et en les liant à la section « Notes et références ».
Pour plus de détails, voir Fiche technique et Distribution.
Le Dernier des Juifs est une comédie dramatique française réalisée par Noé Debré et sortie en 2024.

## Synopsis
Bellisha a 27 ans et mène une vie de petit retraité, il va au café, fait le marché, flâne dans la cité… Il vit chez sa mère Giselle, qui sort très peu et à qui il fait croire qu'il est solidement intégré dans la vie active. Le vent tourne quand Giselle s'aperçoit qu'ils sont les derniers juifs de leur cité. Elle se convainc qu'il faut qu'ils partent eux-aussi. Bellisha n'en a pas très envie mais pour rassurer sa mère, il lui fait croire qu'il prépare leur départ.

## Fiche technique
Sauf indication contraire, les informations mentionnées dans cette section peuvent être confirmées par les bases de données cinématographiques IMDb et Allociné,  présentes dans la section « Liens externes ».
- Titre original : Le Dernier des Juifs
- Réalisation : Noé Debré
- Scénario : Noé Debré
- Musique : Valentin Hadjadj
- Décors : Thibault Pinto
- Costumes : Elisa Ingrassia
- Photographie : Boris Levy
- Son : Gaël Eleon
- Montage : Géraldine Mangenot
- Production : Benjamin Elalouf
  - Coproduction : Noé Debré
- Sociétés de production : Moonshaker, L'Embellie, en association avec les SOFICA Indéfilms 10 et Indéfilms 11
- Société de distribution : Ad Vitam Distribution
- Budget : 2,5 millions d'euros
- Pays de production :  France
- Langue originale : français
- Format :
- Genre : Comédie dramatique
- Durée : 90 minutes
- Dates de sortie :
  - France : 24 janvier 2024

## Distribution
- Michael Zindel : Ruben Bellisha
- Agnès Jaoui : Giselle Aknin
- Solal Bouloudnine : Asher
- Eva Huault : Mira
- Khalid Maadour : l'adjoint au maire
- Pierre-Henry Salfati : le père
- Maurice Charbit : l'épicier casher
- Youssouf Gueye : Moussa
- Jean-Claude Bolle-Reddat : le client picard
- Redouanne Harjane : le prof de krav-maga
- Jean-Yves Freyburger : le prêtre
- Rony Kramer : Bouanich
- Marc Geissmann : M. Bloch
- Yoni Attlane : Amar
- Thomas Nucci : monsieur de l'office HLM
- Lionel Dray : le narrateur (voix)